# Kielbombe

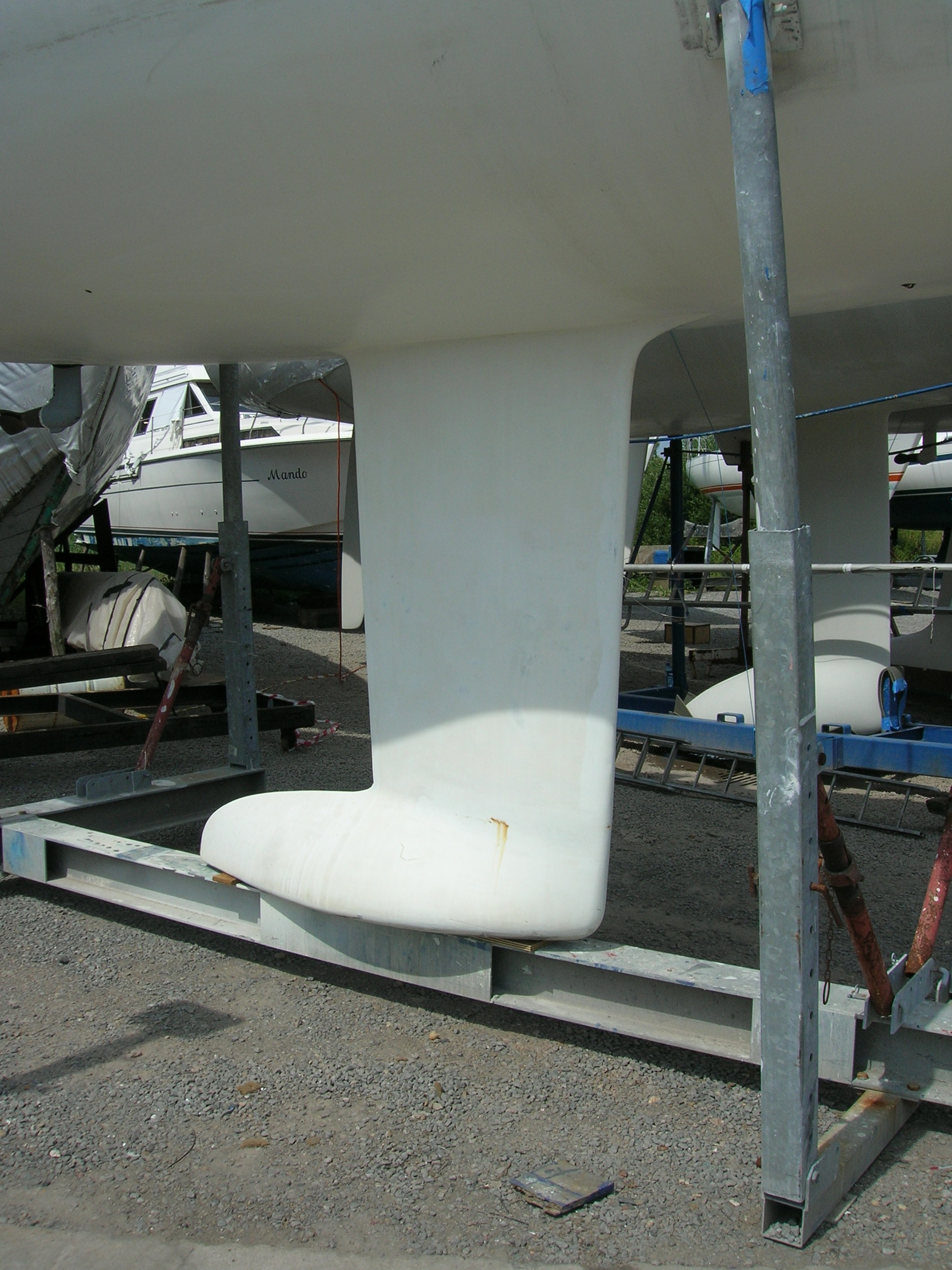
Kielbombe am unteren Ende der Kielflosse

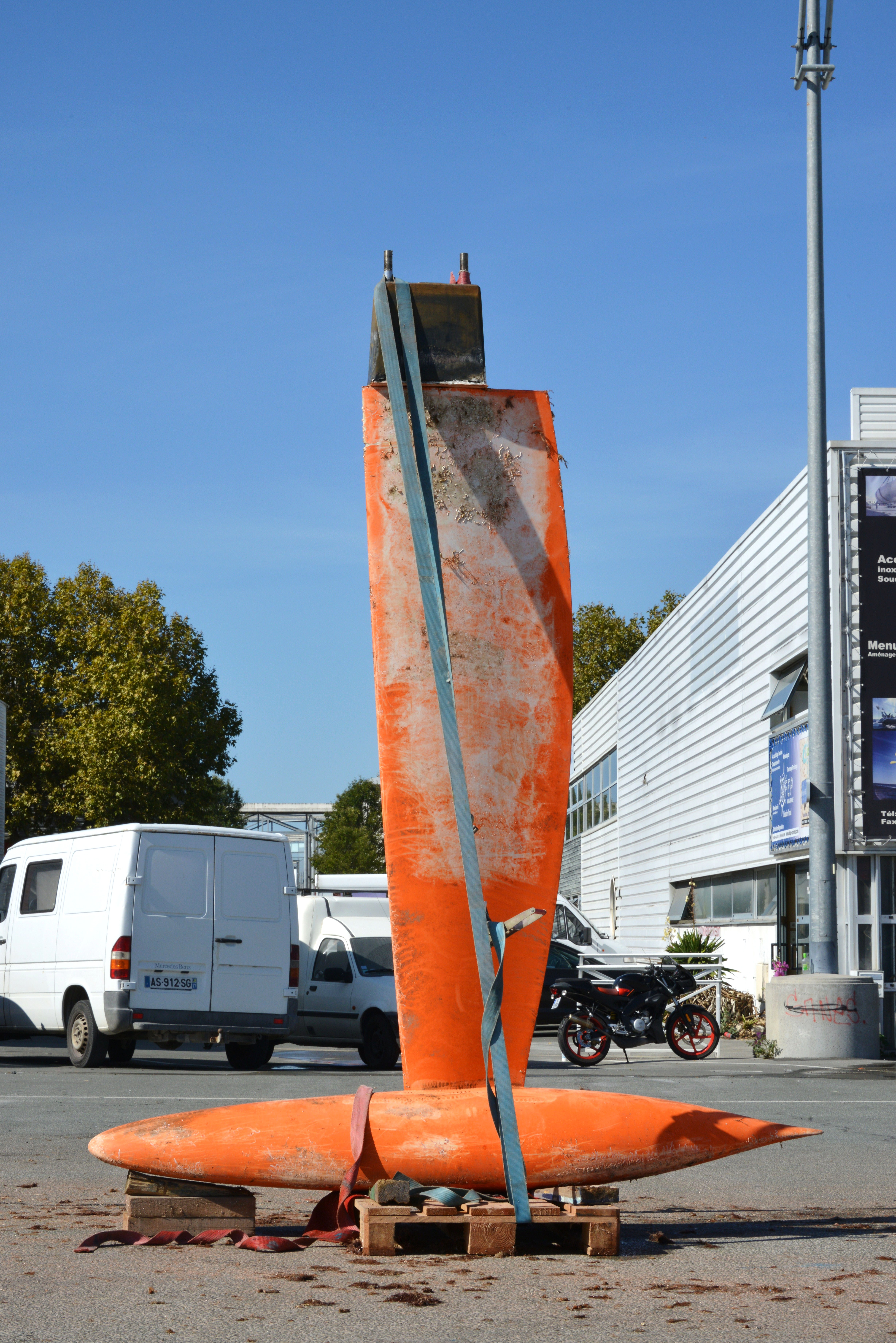
Kiel mit Kielbombe (Gewichtskörper)

Eine Kielbombe ist ein stromlinienförmiges Gewicht am unteren Ende des Flossenkiels, Kippkiels oder Hubkiels einer Segelyacht zur Gewichtsstabilität.
Die Kielbombe besteht aus einem Material mit möglichst hoher Dichte, meist aus Blei- oder (weniger dichten, aber preiswerteren) Eisenlegierungen. In einigen Rennbooten wird das noch dichtere Wolfram verwendet, das eine kleinere Ausführung der Kielbombe ermöglicht und daher weniger Widerstand im Wasser bietet. 
Die Kielbombe sorgt für ein aufrichtendes Moment, das der Kraft des Windes auf das Rigg entgegenwirkt.
Beim Entwurf der Kielbombe spielt der Tiefgang eine wichtige Rolle. Bei Fahrtenschiffen, die auch in kleinere Häfen mit geringer Wassertiefe einlaufen können sollen, wird oft ein geringer Tiefgang angestrebt. Um das gleiche aufrichtende Moment zu erhalten, muss in dem Maße, wie der Hebelarm (Tiefgang) verringert wird, das Gewicht der Bombe erhöht werden. Das dadurch erhöhte Gewicht der Yacht wirkt sich (genauso wie die kürzere Kielfinne) negativ auf die Segeleigenschaften aus.